# Missing Links
Missing Links är ett samlingsalbum med The Monkees som innehåller tidigare outgivna låtar utgivet 1987.
Låtarna är inspelade 1966 - 1969.
Detta album följdes av två till i samma serie Missing Links Volume 2 1990 och Missing Links Volume 3 1996.

## Låtlista
1. Apples, Peaches, Bananas And Pears (Tommy Boyce/Bobby Hart)
2. If You Have The Time (Bill Chadwick/Davy Jones)
3. I Don't Think You Know Me (Gerry Goffin/Carole King)
4. Party (David Jones/Steve Pitts)
5. Carlisle Wheeling (Michael Nesmith)
6. Storybook Of You (Tommy Boyce/Bobby Hart)
7. Rosemarie (Micky Dolenz)
8. My Share Of The Sidewalk (Michael Nesmith)
9. All Of Your Toys (Bill Martin)
10. Nine Times Blues (Michael Nesmith)
11. So Goes Love ((Gerry Goffin/Carole King))
12. Teeny Tiny Gnome (Owen Castleman/Wayne Erwin)
13. Of You (Bill Chadwick/David Jones)
14. War Games (David Jones/Steve Pitts)
15. Lady's Baby (Peter Tork)
16. Time And Time Again (Bill Chadwick/Davy Jones)

Fotnot: Observera att spår 7-8 och 15-16 är bonusspår på CD-utgåvan. Dessa saknas följaktligen på LP-utgåvan.